# 사이버섹스

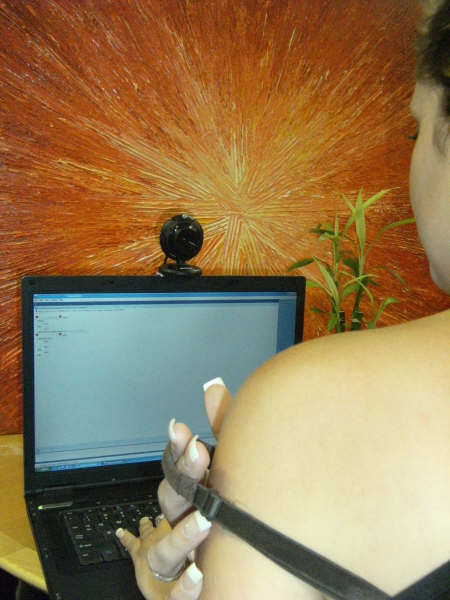

사이버섹스(cybersex)는 컴퓨터 네트워크를 통해 다른 위치에 있는 2명 이상의 참가자가 서로 관능적인 메시지 또는 영상을 보내 서로 성적 행위를 하는 것을 말한다. 일종의 롤플레잉이며, 참가자들은 마치 실제 성행위를 하고 있는 것처럼 행동한다. 서로의 에로틱한 망상을 일으키는 것으로 성적인 높이에 도달한다. 다중 사용자 환경에서 롤플레이를 위해 아바타가 사용되는 경우도 있다. 일부 상황에서 웹캠을 사용하여 서로 실시간 영상을 전송하여 사이버섹스를 하는 행위를 몸캠이라고 한다.

## 같이 보기
- 컴퓨터 매개 통신
- 인터넷 포르노그래피
- 섹스팅
- 웹캠 모델